# Milà-Màntua
La Milà-Màntua (en italià Milano-Mantova) va ser una competició ciclista d'un sol dia que es disputà entre les ciutats de Milà i Màntua. Organitzada per la La Gazzetta dello Sport, les tres primeres edicions es disputaren entre 1906 i 1908, però s'hagué d'esperar a 1932 per tornar-se a disputar. El 1962 fou la darrera de les edicions disputades. També era anomenada Trofeu Moschini.

## Palmarès
| Any  | Vencedor            | Segon               | Tercer             |
| ---- | ------------------- | ------------------- | ------------------ |
| 1906 | Giovanni Rossignoli | Giovanni Cuniolo    | Giulio Tagliavini  |
| 1907 | Giovanni Cuniolo    | Giovanni Rossignoli | Cesare Zanzottera  |
| 1908 | Battista Danesi     | Cesare Zanzottera   | Giovanni Cuniolo   |
| 1932 | Carlo Bonfanti      | Adamo Dabini        | Ennio Migliorini   |
| 1933 | Fabio Battesini     | Vasco Bergamaschi   | Giacomo Gaioni     |
| 1934 | Enrico Bovet        | Mario Lusiani       | Isidoro Piubellini |
| 1935 | Vasco Reggianini    | Edgardo Scappini    | Franco Maggioni    |
| 1936 | Rafaele di Paco     | Domenico Piemontesi | Vasco Bergamaschi  |
| 1937 | Renato Scorticati   | Fausto Montesi      | Adriano Vignoli    |
| 1938 | Francesco Albani    | Osvaldo Bailo       | Diego Marabelli    |
| 1939 | Adolfo Leoni        | Aldo Bini           | Osvaldo Bailo      |
| 1940 | Adolfo Leoni        | Gino Bartali        | Pietro Rimoldi     |
| 1941 | Luciano Succi       | Giovanni Corrieri   | Gino Bisio         |
| 1942 | Glauco Servadei     | Quirino Toccaceli   | Piero Chiappini    |
| 1943 | Olimpio Bizzi       | Glauco Servadei     | Gino Bartali       |
| 1946 | Mario Ricci         | Adolfo Leoni        | Toni Bevilacqua    |
| 1947 | Quirino Toccaceli   | Antonio Covolo      | Alfredo Martini    |
| 1954 | Giuseppe Calvi      | Germano Marinoni    | Mirko Clapparelli  |
| 1957 | Leon van Daele      | Gino Guerrini       | Alfredo Sabbadin   |
| 1958 | Rik van Looy        | Jozef Schils        | Armando Pellegrini |
| 1959 | Pierino Baffi       | Willy Vannitsen     | Angelo Conterno    |
| 1960 | Giuseppe Vanzella   | Pierino Baffi       | Ivo Molenaers      |
| 1961 | Ercole Baldini      | Pierino Baffi       | Renato Giusti      |
| 1962 | Pierino Baffi       | Marino Vigna        | Renato Giusti      |